# Montpelier (Wisconsin)
Montpelier – miasto w Stanach Zjednoczonych, w stanie Wisconsin, w hrabstwie Kewaunee.